# Dinas Bran Castle
Dinas Bran Castle (walisisch Castell Dinas Brân) ist eine Ruine bei Llangollen in Denbighshire in Wales. Die als Scheduled Monument geschützte Ruine liegt auf einem freistehenden, über 220 m über dem Dee aufragenden Berg.

## Geschichte
Bereits vor über 3000 Jahren wurde auf dem steil aufragenden Berg ein eisenzeitliches Hillfort errichtet.
Dass sich bereits im 10. oder 11. Jahrhundert eine walisische oder normannische Burg auf dem steilen Hügel befand, ist durch keine archäologischen Funde belegt. Die erhaltenen Mauern wurden um 1260 von Gruffydd Maelor ap Madog, einem Fürsten von Powys Fadog errichtet. Einigen Angaben zufolge hat bereits sein Vater Madog ap Gruffydd Maelor um 1230 mit dem Bau der Burg begonnen, aber dafür gibt es keine Belege. 1270 fand in der Burg ein Treffen der Söhne von Gruffydd Maelor ap Madog statt, bei dem sie sich über die Aufteilung des Reiches ihres Vaters einigten und ihrer Mutter Emma Audley das Gebiet von Maelor Saesneg als Witwensitz zusprachen. Maelor und die Burg fielen an den ältesten Sohn Madog ap Gruffydd. Während des Krieges zwischen Llywelyn ap Gruffydd und dem englischen König Eduard I. wurde die Burg im Mai 1277 von der Besatzung niedergebrannt, bevor sie von englischen Truppen unter Henry de Lacy, 3. Earl of Lincoln erobert werden konnte. Henry de Lacy empfahl den Wiederaufbau der starken Befestigung, der jedoch vom König abgelehnt wurde. Die Ruine fiel nach dem Krieg an die neue Herrschaft von Bromfield, die an John de Warenne, 6. Earl of Surrey vergeben wurde. Dieser baute statt Dinas Bran seine Burg in Holt aus, so dass Dinas Bran aufgegeben wurde und verfiel. Bereits im 16. Jahrhundert schilderte John Leland sie als völlig verfallen. Im 18. und 19. Jahrhundert diente die romantisch gelegene Ruine als Motiv für Maler wie Wilson und Turner und als Thema für Dichter wie Wordsworth.
Die Ruine ist heute frei zugänglich, der Zugang erfolgt über einen steilen, längeren Fußweg.

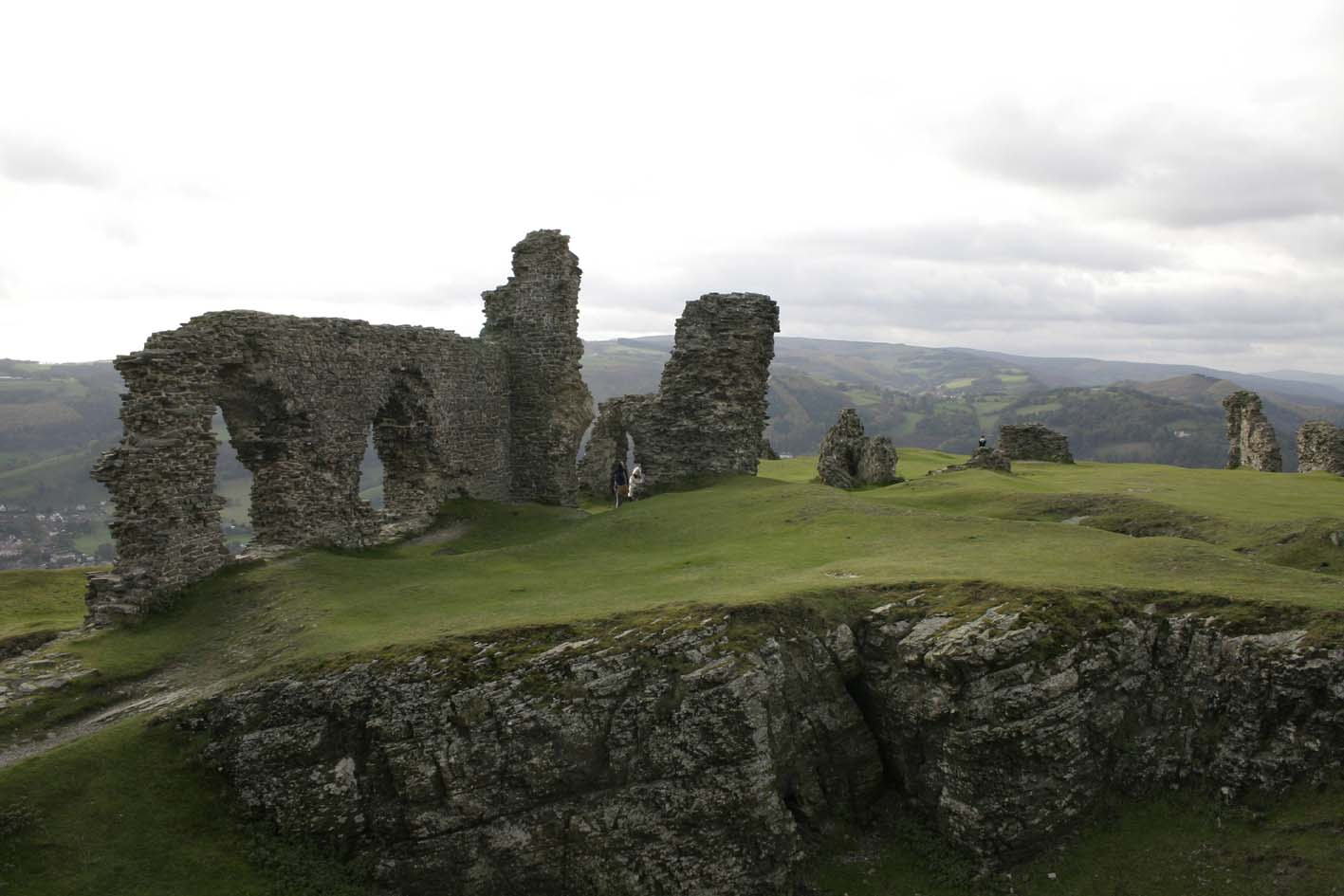
Burggelände

## Anlage
Die Ruinen befinden sich auf einem rechteckigen Plateau, das vermutlich künstlich eingeebnet wurde. Das Plateau fällt auf allen Seiten, besonders zur Nordseite steil ab.
Die Fläche des über 3000 Jahre alten eisenzeitlichen Forts ist etwa 1,5 Hektar groß und von einem Wall und Graben umschlossen, nur an der steil abfallenden Nordseite wurde auf die Anlage des Walls verzichtet. Der Wall ist besonders auf der West- und Südseite noch gut sichtbar und bis zu acht Meter hoch. Der Zugang erfolgte durch ein durch einen flankierenden Wall gesichertes Tor an der südwestlichen Ecke des Forts.
Die mittelalterliche Burg war im Gegensatz zu zeitgenössischen englischen Burgen einfach angelegt. Die rechteckige Anlage war über 90 m lang und fast 40 m breit. Eine steinerne Ringmauer umschloss einen Innenhof, die Süd- und Ostseite war zusätzlich durch einen tiefen, in den Fels gehauenen Graben geschützt. Der Zugang erfolgte durch ein durch zwei Türme geschütztes Torhaus, von dem nur die Fundamente erhalten sind, an der Nordostseite der Burg. Damit ist Dinas Bran neben Criccieth Castle, der Residenz von Llywelyn ap Gruffydd die einzige von walisischen Fürsten erbaute Burg, die durch ein Torhaus geschützt wurde. Das Torhaus war jedoch wesentlich kleiner und einfacher gestaltet als die Torhäuser zeitgenössischer englischer Burgen. Direkt südlich an das Torhaus grenzte der quadratische Keep, von dem die westliche und ein Teil der südlichen Außenwand erhalten ist. Der einzige Zugang zum Keep befand sich im Obergeschoss. Die Wohnhalle und vermutlich auch die Kapelle befanden sich an der Südseite der Burg. Westlich an die Halle grenzte ein D-förmiger Turm, der aus der Ringmauer herausragte und heute der am besten erhaltene Teil der Ruine ist.

## Die Burg in der Legende
Der Legende nach wurde die Burg von Brân erbaut, einem mythischen Riesen, der auch mit dem Heiligen Gral in Verbindung gebracht wird.